# Гарри Поттер и Тайная комната
«Га́рри По́ттер и Та́йная ко́мната» (англ. Harry Potter and the Chamber of Secrets) — второй роман в серии книг про юного волшебника Гарри Поттера, написанный Джоан Роулинг. Книга рассказывает о втором учебном годе в школе чародейства и волшебства Хогвартс, на котором Гарри и его друзья — Рон Уизли и Гермиона Грейнджер — расследуют таинственные нападения на учеников школы, совершаемые неким «Наследником Слизерина». Объектами нападений являются маглорожденные ученики. Все пострадавшие находятся в оцепенении и ни на что не реагируют. Главному герою предстоит доказать свою непричастность к загадочным событиям и вступить в битву с могущественной тёмной силой.
Книга впервые была опубликована 2 июля 1998 года британским издательством Bloomsbury, а 2 июня 1999 года в США её выпустило издательство Scholastic Inc. Роулинг говорила, что ей было очень тяжело дописать книгу, однако книга завоевала успех среди критиков, юных читателей и деятелей книжной индустрии, несмотря на некоторую критику по поводу того, что сюжет «слишком страшный» для детей. Книга вызвала очередную волну религиозных дебатов, разделивших верующих людей на два лагеря: одни считали недопустимым в детской литературе тему магии, другие же восхваляли мотивы самопожертвования и поднятый Роулинг вопрос выбора в жизни каждого человека.
Среди важных тем критики отметили тему личности человека, хорошо освещённую в книге, а также вопросы отношений людей из разных социальных статусов и связанные с этим проблемы расизма и шовинизма. Упомянутый в книге «дневник Тома Реддла» признали отличным примером для людей, который мог бы доказать, насколько может быть опасной в жизни получаемая из ненадёжных источников информация. Изображение некомпетентных преподавателей также было отмечено как злободневная тема.
Экранизация романа, вышедшая в 2002 году, заняла седьмую позицию в списке самых кассовых фильмов (на тот момент) и в целом получила благоприятные отзывы.

## Сюжет
Нелюбимые родственники Гарри в его же день рождения устраивают званый ужин для начальника по работе дяди Вернона и его жены, всячески пытаясь приструнить племянника и заодно заключить с коллегами крупную сделку по продаже дрелей. Гарри не получал долгое время подарков и писем от друзей, поэтому остаётся фактически в одиночестве. В своей комнате Гарри обнаруживает странное существо по имени Добби (домовой эльф), который сознаётся в том, что перехватывал всю почту, шедшую к Гарри, и пытается его убедить не ехать в Хогвартс, при этом то и дело устраивая истерики. Уговоры не действуют, и в итоге Добби срывает ужин, применяя магию и подставляя Гарри, которому нельзя было колдовать на каникулах. Дядя изолирует Гарри, закрывая на замок дверь и ставя решётки на окна, однако ситуацию спасают Рон Уизли и его братья Фред и Джордж, которые прилетают на заколдованной машине их отца, Артура Уизли, и вытаскивают Гарри из-под «домашнего ареста».
Гарри проводит лето у семьи Уизли, знакомясь с Молли Уизли, матерью Рона, самим Артуром Уизли, который любит маглов и увлекается магловской техникой, старшим братом Рона — старостой Перси, и сестрой Рона — Джинни, которая собирается поступать в Хогвартс и уже неравнодушна к Гарри. В магическом Лондоне Гарри встречает Драко Малфоя, своего главного противника в школе, и его высокомерного отца Люциуса. Позже Гарри, семья Уизли и Малфои пересекаются в книжном магазине, где писатель Златопуст Локонс, называющий себя известнейшим волшебником, объявляет о своём назначении на должность учителя Защиты от тёмных искусств. Начавшийся относительно мирно разговор с Малфоями заканчивается переходом на личности и дракой из-за того, что мистер Уизли и мистер Малфой по-разному смотрят на маглорождённых волшебников и маглов.
У Артура Уизли есть автомобиль-микролитражка Ford Anglia, который тот втайне от семьи перебрал и заколдовал — он изнутри больше, чем снаружи, умеет летать, становиться невидимым, и много чего ещё. 1 сентября Гарри и вся семья Уизли погружаются в «Форд» и едут к вокзалу Кингс-Кросс, откуда можно пройти через барьер, попасть на платформу 9 ¾ и сесть на поезд в Хогвартс, однако Гарри и Рон почему-то не могут войти на платформу и просто врезаются в барьер несколько раз. Поезд отходит, и из страха опоздать Рон предлагает взять отцовский «Форд» и вдвоём долететь до Хогвартса. Но вскоре после взлёта чары невидимости сбоят, и летящий в небе автомобиль замечают маглы. Затяжной полёт Гарри и Рона в итоге заканчивается неудачно: они совершают жёсткую посадку в Гремучую иву, и Рон от удара ломает волшебную палочку. Машина самостоятельно выбирается из-под атаки Ивы, буквально выбрасывает своих водителей и их личные вещи и скрывается в лесу. Правда о случившемся разносится по Хогвартсу, и разгневанные профессора Северус Снегг и Минерва Макгонагалл наказывают провинившихся за опасную авантюру: Рону предстоит чистить школьные награды, а Гарри — помогать профессору Локонсу отвечать на письма поклонников. Поскольку в мире волшебников заколдовывать магловскую технику строго запрещается, чтобы ненароком не нарушить маскарад, Артура Уизли штрафуют за заколдованную машину, и Молли присылает сыну гневное волшебное письмо, которое в прямом смысле кричит на Рона так, что слышит весь Хогвартс.
В школе Гарри знакомится с юным фотографом Колином Криви, который буквально помешан на Гарри, и узнаёт правду о том, что некоторые «чистокровные» волшебники (у которых все родственники из волшебных семей) относятся к полукровкам и маглорождённым с откровенной ненавистью. Занятия с Локонсом превращаются в фарс, поскольку на первом же занятии привезённые им корнуэльские пикси устраивают бардак, с которым Локонс так и не справился, заставив многих усомниться в своих талантах. Гарри начинает слышать подозрительные голоса, исходящие из стен, а на Хэллоуин, следуя за источником голосов, он оказывается в одном из коридоров, залитом водой. Там Гарри, Рон и Гермиона обнаруживают Миссис Норрис — кошку завхоза школы Аргуса Филча — висящую вместо факела на стене, при этом на самой стене написано чем-то красным: «Тайная комната снова открыта. Трепещите, враги наследника!» Кошка жива, но находится в состоянии оцепенения.
Слухи о случившемся прокатываются по школе. На уроке истории магии профессор-призрак Катберт Биннс с неохотой рассказывает легенду об образовании Хогвартса и о том, как основатель школы и собственного факультета Салазар Слизерин требовал допускать к магии только людей из магических чистокровных семей, с чем не были согласны другие — Годрик Гриффиндор, Пенелопа Пуффендуй и Кандида Когтевран. Слизерин рассорился с коллегами и в знак протеста ушёл из школы, однако, по легенде, оставил в замке тайную комнату, которую откроет только его прямой потомок и выпустит оттуда немыслимую тварь, которая уничтожит в школе всех нечистокровных волшебников. Между делом, Хагрид сталкивается с неприятностями — кто-то регулярно убивает его петухов. Вскоре происходит матч по квиддичу, в котором один из мячей-бладжеров, вместо того, чтобы летать по полю и пытаться столкнуть с мётел случайных игроков, начинает яростно преследовать Гарри по всему полю. Кончается это преследование тем, что бладжер ломает Гарри руку, но тот в последний момент ловит снитч здоровой рукой и обеспечивает своей команде победу. Локонс, попытавшись вылечить перелом, опять всё портит и удаляет из руки все кости, и Гарри отправляют в больничное крыло, где ему дают зелье для роста костей и оставляют на ночь. Той же ночью в больничное крыло приходит Добби, который сознаётся, что заколдовал барьер на Кингс-Кросс и натравил на Гарри бладжер, но сделал это, чтобы Гарри скорее ушёл из школы, которой грозит опасность; вскоре случается ещё одно происшествие — в крыло доставляют Колина Криви с его фотокамерой, который пострадал точно так же, как и Миссис Норрис. Наутро по школе прокатывается паника.
Локонс устраивает занятия в Дуэльном клубе с целью самообороны; занятия он ведёт вместе с профессором Снеггом. Однако на первом же занятии Снегг простым заклятием разоружения «Экспеллиармус» демонстрирует полную некомпетентность Локонса, а в разгар дуэли Гарри Поттера и Драко Малфоя последний выпускает живую змею. Гарри пытается накричать на рептилию и отогнать её, но другие со стороны видят, что он шипит, а змея реагирует на его шипения. Выясняется, что Гарри — змееуст, иными словами — знает язык змей; дар разговора со змеями считается тёмной магией, и такая способность могла, в теории, быть только у наследника Слизерина, поэтому на героя падают основные подозрения. Следующими жертвами становятся Джастин Финч-Флетчли, который яростно доказывал, что Гарри — тёмный волшебник, и оказавшийся рядом призрак факультета Гриффиндор Почти Безголовый Ник. В кабинете Дамблдора Гарри мимолётом узнаёт от Распределяющей шляпы, что ему было бы самое место в Слизерине, а также знакомится с Фоуксом, личным фениксом директора, который может возрождаться после смерти, а также исцелять любые раны своими слезами.
Гарри, Рон и Гермиона подозревают, что к нападениям причастен Драко Малфой, против которого очень много улик. Проблема лишь в том, что троица ни под какими поводами не выбьет из него доказательства, а рассказать он их сам может только своим туповатым телохранителям — Винсенту Крэббу и Грегори Гойлу. Гермиона предлагает замаскироваться под слизеринцев, для чего занимает заброшенный туалет для девочек, около которого и была найдена Миссис Норрис, и где обитает призрак девочки, известной как Плакса Миртл. В туалете Гермиона варит Оборотное зелье, которое может позволить превратиться на час в любого человека, если добавить в него какую-то часть тела этого самого человека — сойдёт и один волос. Гарри и Рон подсовывают Крэббу и Гойлу сладости с сонным зельем, прячут заснувших слизеринцев куда подальше, и вырывают у них по волоску, а затем выпивают зелье, превращаясь в Крэбба и Гойла. Под новыми личинами ребята отправляются общаться с Драко, но в итоге не узнают от Малфоя ничего нового. Он утверждает, что ничего и сам не знает, и лишь проговаривается, что 50 лет назад произошла точно такая же трагедия с нападениями на школьников. Вскоре Плакса Миртл затапливает свой туалет; Гарри и Рон идут туда и находят странный дневник с пустыми страницами и надписью «Т. Реддл». Рон вспоминает, что видел эту фамилию на одной из школьных наград «За особые заслуги», и оба приступают к расследованию. Гарри решает написать что-нибудь в дневнике, и вдруг дневник начинает отвечать ему от лица своего владельца — Тома Реддла. Когда Гарри спрашивает у Реддла, знает ли он что-то о происходящем, тот вдруг переносит Гарри в свои воспоминания 50-летней давности. Тут-то и выясняется, что 50 лет назад была убита девочка, и студент-полукровка Том Реддл, который тогда учился в школе, требовал от Рубеуса Хагрида, будущего лесничего Хогвартса, который держал у себя в комнате некое опасное животное, сознаться в преступлении. По всей видимости, за это Хагрид и был исключён.
Но это не самый страшный удар. Следующими жертвами становятся Пенелопа Кристал, староста Когтеврана, и Гермиона Грейнджер, что приводит к серьёзной панике в школе и вводу жёстких ограничительных мер. Хотя с Гарри одноклассники снимают все обвинения, он и Рон подавлены тем, что их подруга пострадала от нападения чудовища. Вскоре за Хагридом приходят из Министерства магии, уводя того в магическую тюрьму Азкабан, а Альбуса Дамблдора отстраняют от работы. Пока Хагрида уводят, друзья прячутся в углу его дома под мантией-невидимкой, и Хагрид мимолётом советует, будто бы в пустоту, «следовать за пауками», которых друзья видели не раз в коридоре около туалета. Несмотря на природный страх Рона перед пауками, Гарри вместе с ним добирается до Запретного леса, где встречает огромного паука-акромантула по имени Арагог, который когда-то был любимцем Хагрида — именно его, ещё ребёнком, Хагрид и держал у себя в комнате. Арагог заявляет, что Хагрида обвинили в преступлении, которое тот не совершал никогда, а тварь, которая убила девочку 50 лет назад (её тело нашли в туалете), является страшной для пауков; назвать его запретное имя Арагог отказывается, равно как отказывается и отпустить ребят на волю. Несмотря на то, что на них набрасывается вся стая сородичей Арагога, в последний момент подоспевает одичавший автомобиль Артура Уизли и вывозит Гарри и Рона из леса.
Помимо того, что Хагрид непричастен к преступлениям, Гарри и Рон осознают, что погибшей 50 лет назад девочкой была Плакса Миртл. Попутно они приходят в больничное крыло, где обнаруживают в руке Гермионы страницу из библиотечной книги, на которой явно указано, что чудищем из Тайной комнаты является василиск — огромная змея, которая может убить одним своим взглядом, которую боятся пауки, и которая сама до смерти боится пения петухов. Рон и Гарри догадываются, что все жертвы василиска цепенели, а не погибали, лишь потому, что не смотрели на него напрямую, а видели лишь его отражение (как Миссис Норрис в воде на полу), или смотрели через что-то или кого-то ещё (через Почти Безголового Ника или фотокамеру), и что василиск вполне мог ползать по водопроводным трубам в стенах здания; именно поэтому Гарри, как змееуст, и слышал странные голоса из стен. В самый ответственный момент случается ещё одна беда: чудище похищает Джинни Уизли, на стене появляется надпись «Её скелет будет пребывать в Тайной Комнате вечно», и школа находится под угрозой закрытия. Профессора направляют Локонса в комнату для спасения Джинни Уизли, однако Гарри и Рон тайно следуют за ним. Заметив Локонса за попытками сбежать, они узнают от него самого, что он — всего лишь обманщик, приписавший подвиги других людей себе и стёрший им память, чтобы те не протестовали. Гарри и Рон берут Локонса в заложники и ведут его к туалету Плаксы Миртл. Открыв дорогу в Тайную комнату — не без подсказок Миртл — все трое попадают в подземелья. Локонс улучает момент, отбирает у ребят палочку и пытается стереть им память, поскольку Гарри и Рон слишком много знают. К несчастью для Локонса, отобрал он палочку у Рона Уизли, а она, сломанная после удара об Гремучую иву, весь год работала крайне плохо. В итоге палочка взрывается, заклятие Локонса бьёт в него самого, а часть подземелья обрушивается, и Гарри оказывается отделён обвалом от Рона и оглупевшего Локонса.
Гарри отправляется в одиночку на схватку с чудовищем и встречается с Томом Реддлом — вернее, с его проекцией, представленной как «воспоминание» со страниц дневника. Реддл, который в воспоминаниях называл себя «полукровкой», признаётся, что он и есть Лорд Волан-де-Морт, и именно он подстроил все нападения на учеников руками Джинни Уизли, которая делилась с Томом переживаниями в дневнике и получала оттуда указания; именно она повесила Миссис Норрис на кольцо для факела, именно она убивала петухов Хагрида, чтобы они не навредили своим пением василиску, и именно она писала надписи на стенах петушиной кровью. Реддл вызывает василиска, а на помощь Гарри спешит Фоукс, который доставляет Распределяющую шляпу и выклёвывает василиску глаза, хотя тот со своими острыми ядовитыми клыками ещё опасен. В критический момент в шляпе появляется большой меч, которым Гарри убивает василиска, но сам получает опасное ранение от клыка: и здесь Гарри спасает Фоукс, чьи слёзы залечивают рану и выводят яд. Гарри успевает подобрать клык, который отломился у василиска во время боя, и вонзает его в дневник; яд василиска проедает дневник насквозь, и проекция Тома Реддла оказывается уничтожена. В этот же момент в себя приходит Джинни, целая и невредимая.
Все четверо возвращаются из Тайной Комнаты и рассказывают историю о том, как смогли остановить нападения и разгадать тайну Комнаты. Джинни проговаривается, что сама писала в дневнике, который нашла среди учебников, однако Дамблдор заступается за Джинни, говоря, что Волан-де-Морт успешно манипулировал даже более хитрыми и мудрыми людьми. Награждая Гарри и Рона, Дамблдор доказывает, что Гарри не случайно попал в Гриффиндор, а не Слизерин, поскольку человека определяет именно сделанный им выбор, а не заложенные черты характера, да и вытащить меч самого Годрика Гриффиндора из Распределяющей шляпы кто попало не смог бы. Попутно Люциус Малфой выдаёт себя на том, что подбросил дневник Джинни, а Гарри узнаёт, что Добби прислуживает Малфоям. Пытаясь отомстить высокомерному слизеринцу, Гарри хитростью освобождает Добби от обязанностей служить Малфою. В конце концов, в школу возвращается Хагрид, все пострадавшие от нападений выздоравливают, а экзамены отменяются.

## Работа над книгой

### Черновики
Джоан Роулинг не решалась долгое время дописать вторую книгу, поскольку опасалась, что её примут не так, как первую. Сдав рукопись в Bloomsbury, она забрала её вскоре на шесть недель, чтобы пересмотреть и вычитать. В ходе редакции Роулинг вычеркнула момент, когда Почти Безголовый Ник пел балладу о своей смерти, поскольку издателям это было неинтересно. Позже балладу опубликовали на сайте Роулинг. Изначально Роулинг собиралась показать семью Дина Томаса, однокурсника Гарри с Гриффиндора, однако отказалась от этого как от ненужной вещи и решила добавить линию с Невиллом Долгопупсом, ставшую более важной во всей серии

### Публикации
2 июля 1998 года «Тайную комнату» выпустили в Великобритании, а 2 июня 1999 года — в США. В списке бестселлеров книга опередила произведения Джона Гришема, Тома Клэнси и Терри Пратчетта, а Роулинг завоевала вторую премию British Book Awards в номинации «Детская книга года». В июне 1999 года книга стала одним из трёх лучших бестселлеров США, что отметила The New York Times.
В первом издании были обнаружены несколько грубых опечаток, которые позже исправили. Так, Дамблдор по ошибке называл Волан-де-Морта «предком», а не потомком Салазара Слизерина, также ошибочно было название одной из книг, якобы написанной Златопустом Локонсом.

### Критика
Книгу встретили восторженно. Дебора Лаудон в The Times писала, что детскую книгу стоит перечитать в более зрелом возрасте, и отметила сильный сюжет, активных героев, отличный юмор и моральное послание, которое можно прочитать между строк. Чарльз де Линт отметил, что вторая книга получилась не хуже первой, что случается достаточно редко в сериях романов. Томас Вагнер указал, что вторая книга схожа с первой в том, что герои также ищут тайну школы где-то в подвалах, также отметил упоминание Златопуста Локонса как собирательную пародию на знаменитостей и похвалил книгу за открытый призыв к борьбе против расизма. По словам Тэмми Незол, вторая книга оказалась всё же не такой, как первая, особенно в плане нежелания друзей делиться информацией с Дамблдором и в плане описания волшебных мандрагор и пародии на их «человеческое» поведение. Однако вторую книгу признали[кто?] такой же хорошей, как и первую.
Мэри Стюарт, отмечая финальную схватку Гарри Поттера и Тома Реддла, назвала её не менее жуткой и пугающей, чем в романах Стивена Кинга, которая отпугнула бы детей[уточнить]. Она признала, что в одной книге было столько деталей и сюрпризов, сколько обычно встречается в пяти книгах. Она отметила также, что книга впечатлит и взрослых. Филипп Нел, однако, отметил, что многие восторженные отзывы на книгу были преждевременными, а уже после публикации седьмой книги Грэм Дэвис признал, что вторая книга оказалась самой худшей в серии: сюжет был слишком схож с первой, а появление феникса Фоукса было уж слишком удачным и ничем не объяснимым — ведь, появись он раньше, битвы с василиском не случилось бы, а появись позже, она была бы проиграна.

### Премии
Роман «Гарри Поттер и Тайная комната» был удостоен нескольких наград. Американская ассоциация библиотек включила роман в список примечательных книг 2000 года и лучших книг для молодёжи. В 1999 году книгу отметил Booklist в разделе «Выбор редакторов» и одну из 10 лучших фэнтези-книг для молодёжи. Книга отмечена премией The Cooperative Children’s Book Center Choice 2000 года в номинации «Детская литература», премией British Book Award, попаданием в шорт-лист Guardian Children’s Award 1998 года и премией Карнеги 1998 года.
Книга также завоевала Золотую медаль премии Nestlé Smarties Book Prize в номинации книг для детей от 9 до 11 лет, как и первая и третья книги из серии. Шотланддский совет искусств присудил «Тайной комнате» первую детскую премию в истории в 1999 году, а в 2001 году книга получила платиновую премию Whitaker. В 2003 году заняла место под номером 23 в списке BBC The Big Read.

## Темы
Вопрос о том, что делает человека таким, какой он есть, был поставлен впервые в «Философском камне» и продолжился в «Тайной комнате». Личность Гарри определяется не тем, кем он является по праву рождения, а тем, что он сделал. Противоположностью Гарри являются те, кто хочет скрыть своё истинное лицо: так, Златопуст Локонс не обладает никакой личностью, кроме как личности лжеца, ворующего чужие заслуги. Попытку Гарри понять себя усложняет и Реддл, который также является сиротой, полукровкой, выросшим у маглов и также владеющим змеиным языком со времён Салазара Слизерина учеником Хогвартса.
Темами серии являются, как всегда, жизнь и смерть во всех проявлениях, раннее взросление, самопожертвование, любовь, дружба, верность, предрассудки и даже расизм. Уважение Гарри к другим созданиям проявляется в его отношении к домовому эльфу Добби, которого, по его же словам, постоянно избивали за проступки, и Почти Безголовому Нику, на годовщину смерти которого Гарри приходит. По словам Маргариты Краузе, успех книги был обусловлен именно трудолюбием автора, а не уникальными талантами.
Профессор университета Маркетт Эдвард Даффи отмечает важнейшим в книге дневник Тома Реддла, который захватывает контроль над разумом Джинни Уизли, как планировал Реддл. По словам Даффи, Роулинг описала иносказательно то, как может быть оболванен пропагандой человек, не умеющий проверять информацию и критически мыслить. Хотя Бронвин Уильямс и Эми Зенгер сравнили дневник с мессенджером или чатом, они признают, что в письменных сообщениях может быть сокрытая угроза, которая скрывает истинного автора, и при этом приводят юмористический пример в виде книг Златопуста Локонса, созданных только с целью его же самопиара.
Отсутствие моральных черт и представление преподавателей в худшем свете — важные темы книги. Краузе отметила, что в мире Гарри Поттера есть несколько важных правил: так, Гарри всегда говорит правду, кроме тех случаев, когда её нельзя оглашать (так же поступает и Драко Малфой, его противник в мире магии). В конце книги Дамблдор, напоминая Гарри и Рону об угрозе наказания за ещё один проступок, коих насчиталось не менее сотни (по словам профессора Макгонагалл), сам же признаёт, что допускал часто ошибки, и вместо наказания назначает награду обоим, что Краузе истолковывает как проявление презрения к руководителям и начальникам, с точки зрения Роулинг. Уильям Макнил из австралийского университета Гриффит (Квинсленд) называет Министерство Магии в книгах бездарным, а Кен Джейкобсон в статье «Гарри Поттер и Светский город» полагает, что Министерство Магии — пародия на бюрократию, поскольку чиновники постоянно занимаются всякой мелочью «типа установки толщины котлов» и введением глупых эвфемизмов — «немагическое сообщество» вместо «маглы» и «изменение памяти» вместо «волшебное промывание мозгов»
Именно благодаря этой книге удалось точно установить, что действия происходят в 1992 году, а отсюда строится и вся хронология Поттерианы. Подсказкой служит то, что на импровизированном торте по случаю 500-летия годовщины смерти Почти Безголового Ника указывается «Сэр Николас де Мимси-Порпингтон умер 31 октября 1492 года».

## Адаптации
В 2002 году в мировой прокат вышел фильм Гарри Поттер и Тайная комната, снятый по книге. 14 ноября 2002 была выпущена одноимённая видеоигра.